# Aeroporto di Tolagnaro
L'Aeroporto di Tolagnaro (IATA: FTU, ICAO: FMSD), conosciuto anche come Aeroporto di Marillas è un aeroporto malgascio situato a circa 4 km a sud-ovest dal centro della città di Tolagnaro (già Fort Dauphin), capoluogo della Regione di Anosy, raggiungibile percorrendo la Avenue du Marechal Foch, parte della Route nationale 13, in direzione Manambaro.
La struttura è dotata di una sola pista con fondo in asfalto lunga 1 498 m e larga 30 m posta all'altitudine di 9 m/ 29 ft sul livello del mare e con orientamento 08/26.
L'aeroporto, di proprietà del Ministère des Transports et du Tourisme, il ministero responsabile della gestione dei trasporti e del turismo del Madagascar, è gestito dalla ADEMA - Aéroports de Madagascar ed è aperto al traffico commerciale.